# Giovanni Lanza

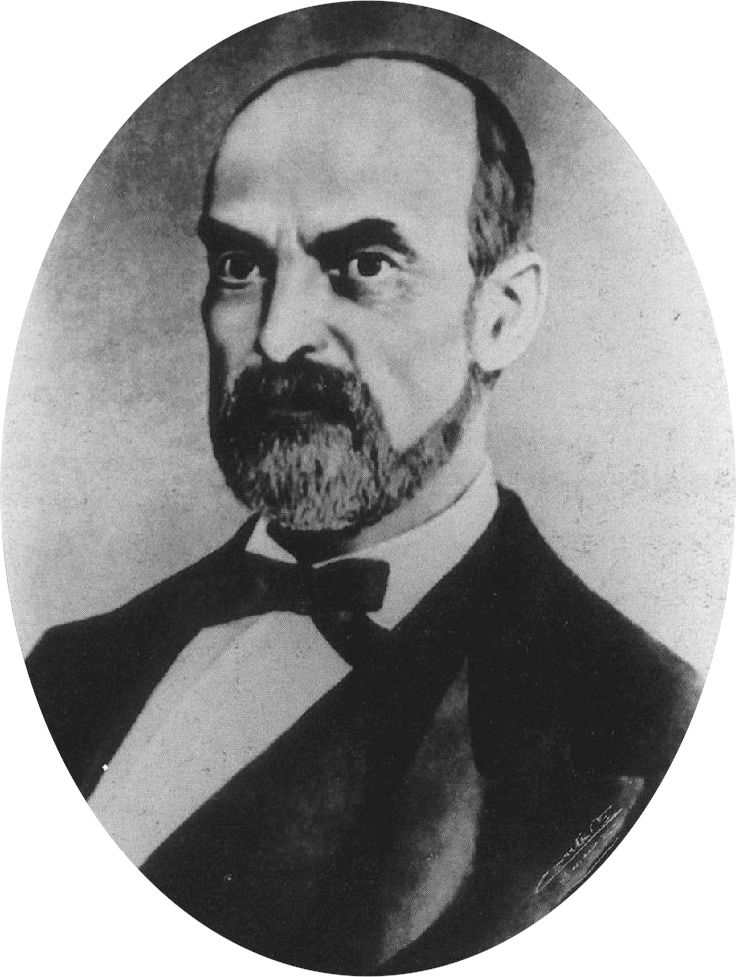
Giovanni Lanza

Domenico Giovanni Giuseppe Maria Lanza (* 15. Februar 1810 in Casale Monferrato; † 9. März 1882 in Rom) war vom 13. Mai 1869 bis zum 10. Juli 1873 Ministerpräsident des Königreichs Italien.

## Leben
Obwohl Lanza in Medizin promoviert war, übte er den Arztberuf nur wenige Jahre aus, arbeitete lieber auf seinem Landgut, wo er moderne Anbausysteme einführte, und war u. a. Mitglied des Agrarvereins (Associazione agraria). 1848 schloss er sich als Freiwilliger einer Wahlkampagne an und wurde zum Abgeordneten in verschiedenen Wahlkreisen von der I. bis zur XIV. Legislaturperiode gewählt. Anfangs unterstützte er die extreme Linke und wechselte später zur konservativen Seite. Lanza wurde dann Mitglied der Kommission, die beauftragt wurde, die Niederlage von Novara zu untersuchen, widersetzte sich allerdings dem Waffenstillstand.
Seine späte Zuneigung zum aufgeklärten Konservatismus führte ihn den gemäßigten Lagern immer näher und mündete in der Gründung der Zeitung „Centro-sinistro“. Er trug zudem zur Gründung der Zeitung „L'Opinione“ bei und förderte das Bündnis zwischen Cavour und Urbano Rattazzi. 1852 wurde er zum Vizevorsitzenden des Abgeordnetenhauses gewählt und 1855 war er Initiator der italienischen Beteiligung am Krimkrieg.
Im November 1855 wurde er von Cavour zum Leiter des Kultusministeriums gekürt – dieses Amt übte er bis Juli 1859 aus – und amtierte mehrmals kommissarisch als Finanzminister. Als Kultusminister galt er als tüchtiger Reformer, seinen Kurs setzte sein Nachfolger Casati fort. Da er das Amt als Verantwortlicher für die Finanzen vor dem Ausbruch des Unabhängigkeitskrieges innehatte, finanzierte er die Vorbereitung dieses Krieges.
Für die Zeit vom 10. April 1860 bis zum 7. März wurde er erstmals zum Hauspräsidenten gewählt und in diesem Amt für die Zeit vom 6. Dezember 1867 bis zum 25. November 1868 bestätigt sowie ein drittes Mal vom 19. November 1869 bis zum 12. März 1870.
Anschließend wurde er italienischer Innenminister vom September 1864 zum November 1865 in der Regierung von Alfonso La Marmora und stellte im Parlament das Gesetz über den Umzug der Hauptstadt von Turin nach Florenz vor.
Vom 13. Mai 1869 bis zum 10. Juli 1873 war er Premierminister. Er realisierte äußerst rigide Wirtschaftsreformen und nahm eine neutrale Position zum Krieg zwischen Frankreich und Preußen ein. Am 20. September 1870 gelang es ihm, Rom an Italien anzuschließen. Ihm verdankt man auch das Gesetz der Guarentigie (Gewährleistungen), das die Beziehungen zwischen Italien und dem Vatikan bis zu den Patti Lateranensi (Lateranverträgen) im Jahre 1929 regelte.
Nach 1876 beschloss er, sich vor allem den Verwaltungsämtern in seiner Heimat Casale Monferrato zu widmen. Ab dem Jahre 1878 war er auch Präsident der Associazione Costituzionale (Verfassungsverein).